# Joaquim Possidónio Narciso da Silva
Joaquim Possidónio Narciso da Silva (Lisboa, 15 de Maio de 1806 – 23 de Março de 1896) foi um arquitecto, arqueólogo e fotógrafo português.
Foi arquitecto da Família Real Portuguesa, tendo trabalhado em 1861 no Palácio da Ajuda em conjunto com a Rainha D. Maria Pia. Parte de sua obra pode ser vista no Museu do Palácio Nacional da Ajuda.
Além disso, Possidónio da Silva foi fundador e presidente da Associação dos Arquitectos Civis Portugueses que passou a se chamar Real Associação dos Arquitectos Civis e Arqueólogos Portugueses, antes de se cindir, já depois da morte do Joaquim, e dar as atuais Ordem dos Arquitectos e Associação dos Arqueólogos Portugueses (AAP).
Também foi membro do Instituto de França e da Société française d'archéologie.

## Biografia
Por causa da invasão napoleônica em Portugal, no ano de 1807, Possidónio da Silva partiu para o Rio de Janeiro, no Brasil, junto com sua família. Lá, passou parte de sua juventude.
Em 1824, com dezoito anos de idade, Possidónio da Silva foi estudar Arquitetura na École des Beaux-Arts, em Paris, França. Entre 1829 e 1830, esteve em Roma, mas retornou a Paris para trabalhar no Palais Royal e no Palácio das Tulherias. Em 1833, ele regressou a Portugal, onde se tornou arquitecto da Casa Real. Participou nas obras dos Palácio da Pena, São Bento, Necessidades e traçou o Palácio do Alfeite.
Entre 1851 e 1853 foi o 2.º Grão-Mestre da Grande Loja Provincial do Oriente Irlandês.

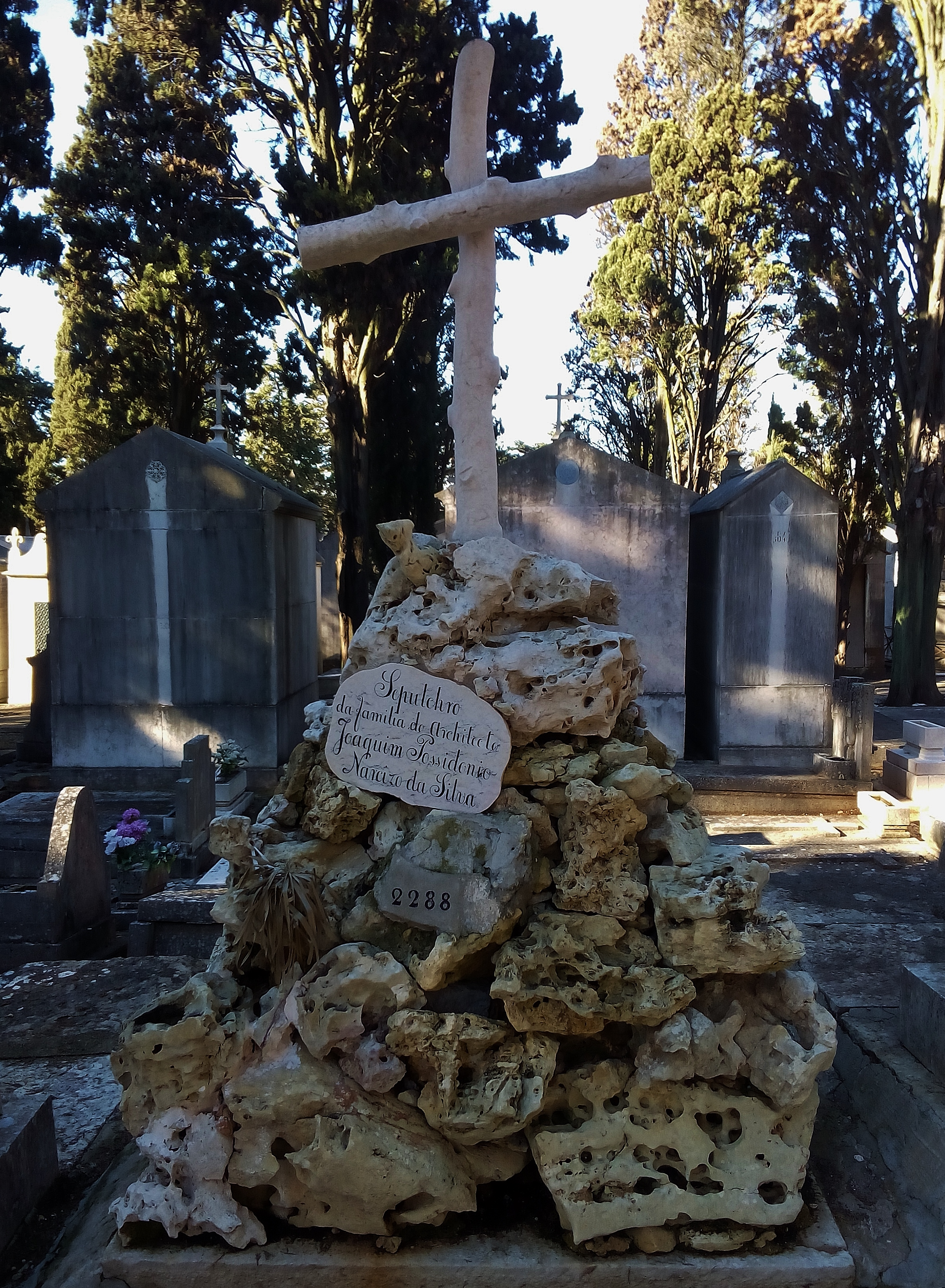
Jazigo de Joaquim Possidónio Narciso da Silva, Cemitério dos Prazeres

Em 1867, durante a Exposição Internacional de Paris, realizou-se a segunda sessão do Congresso Internacional de Antropologia e Arqueologia Pré-histórica, em que Possidónio da Silva obteve o primeiro contacto com as práticas da Arqueologia, em especial a escavação estratigráfica e sectorial. Em 1878, em seu livro Noções Elementares de Archeologia, Possidónio da Silva publicou uma síntese desses métodos.
O interesse de Possidónio da Silva pelos monumentos megalíticos, contudo, iniciou-se na década de 1850, quando ele escavou um dólmen localizado entre Sintra e Colares. Escavou mais dois dólmenes nas redondezas de Tomar. Foi no final desse período que adquiriu do Governo apoio para o primeiro levantamento dos monumentos nacionais. Possidónio da Silva procurou também, por meio de jornais, informar o público da necessidade de preservar o património arquitectónico português.

## Obras
- Noções elementares de archeologia (eBook)
- Resumo elementar de archeologia christã (eBook)